# شارلوت فروگنر
شارلوت فروگنر (انگلیسی: Charlotte Frogner؛ زادهٔ ۹ آوریل ۱۹۸۱) هنرپیشه اهل نروژ است. وی از سال ۱۹۹۴ میلادی تاکنون مشغول فعالیت بوده‌است.
از فیلم‌ها یا برنامه‌های تلویزیونی که وی در آن نقش داشته‌است می‌توان به برف مرده اشاره کرد.